# Missundaztood
Missundaztood (стилизовано и као M!ssundaztood) (срп. Погрешно схваћена) је други албум певачице Пинк објављен 2001. године. Албум је веома успешно прихваћен широм света, а са њега су се издвојила четири сингла: Get the Party Started, Don't Let Me Get Me, Just Like a Pill и Family Portrait.
Након свог албума првенца, Пинк је желела да њена музика добије оригиналнију и личнију ноту, те је стога ангажовала Линду Пери која јој је помогла у стварању албума. Албум је углавном оријентисан ка поп-рок музици, за разлику од свог претходника.
Албум је достигао златни или платинсати тираж у преко двадесет земаља, а у Великој Британији се 2002. године нашао на другом месту најпродаванијих албума. Албум је 2003. године добио и номинацију за Греми награду, а широм света продато је преко 13 милиона копија.

## Листа песама
1. „“ - 3:36
2. „“ - 3:31
3. „“ - 3:57
4. „“ - 3:11
5. „“ - 3:25 (са Скречом)
6. „“ - 3:44
7. „“ - 4:56
8. „“ - 4:33 (са Стивеном Тајлером)
9. „“ - 3:29
10. „“ - 3:34
11. „“ - 4:21 (са Линдом Пери)
12. „“ - 3:06
13. „“ - 4:34
14. „“ - 5:19